# Breithorn (Grengiols)
De Breithorn is een tweeduizender met een hoogte van 2.599 m in de Zwitserse Lepontische Alpen in het kanton Wallis.
De berg ligt centraal in het grondgebied van de gemeente Grengiols en kijkt uit over de lagere Goms aan de noordkant en het Saflischtal aan de zuidkant, ten oosten van de Bättlihorn. 